# Pasquale Lattuneddu
Pasquale Lattuneddu (Tempio Pausania, 12 agosto 1956) è un dirigente sportivo italiano con cittadinanza britannica.

## Biografia
Gallurese d'origine, sesto di otto figli di una famiglia contadina, in gioventù lavora come aiuto-pizzaiolo nel ristorante gestito da uno dei fratelli a Sassari. Dopo essere rimasto coinvolto in un incidente stradale e aver dovuto affrontare un periodo di riabilitazione, attorno al 1982 decide di emigrare a Londra per imparare a parlare l'inglese. 
Nella capitale britannica svolge varie professioni, finendo poi per diventare barista in un locale frequentato da uomini d'affari: in tale contesto, grazie alle conoscenze maturate, riesce a ottenere un primo contratto con l'azienda mercantile Gerald Metals, per poi diventare collaboratore del locale ufficio di corrispondenza londinese dell'ANSA. Mentre è impiegato presso l'agenzia italiana, sul finire degli anni 1980 conosce l'ex modella Slavica Radić, che lo presenta al marito, l'imprenditore Bernie Ecclestone, vicepresidente della FIA, appena disimpegnatosi dalla gestione della scuderia Brabham e intento a "prendere il controllo" della gestione economico-amministrativa della Formula 1 attraverso la società Formula One Promotions and Administration (FOPA, poi divenuta Formula One Management - FOM). Per realizzare i suoi piani Ecclestone è alla ricerca di nuovi soggetti (soprattutto giovani) da inserire nell'organigramma della sua società: sottopone Lattuneddu a una serie di colloqui e test, decidendo infine di assumerlo.
Pur non avendo alcuna esperienza pregressa nel mondo delle corse automobilistiche, nel giro di pochi anni l'allora trentenne sardo diventa "uomo di fiducia" di Bernie, che nel 1989 lo nomina general manager e direttore operativo (chief of operations) della FOM, con le mansioni di controllo del paddock e delle relative risorse umane (nonché dei permessi d'accesso allo stesso), gestione dei contratti (ivi compresi quelli per l'organizzazione stessa dei gran premi) e dei rapporti con istituzioni, sponsor ed emittenti radiotelevisive, di mediatore per conto del patròn nelle questioni più disparate. Il rigore, la durezza e la maniacalità nella gestione delle proprie funzioni, fin nei minimi particolari, gli sono valsi i soprannomi di F1 Robespierre ("Robespierre della Formula 1") e Paddock’s policeman ("poliziotto del paddock").
Ai primi del 2017, a seguito del passaggio di proprietà della Formula 1 da Ecclestone alla holding statunitense Liberty Media, si dimette dai propri incarichi.
Ha inoltre rivestito ruoli operativi nell'organizzazione e salvaguardia del Rally di Sardegna quale tappa italiana del mondiale rally.